# ハトよ天まで
『ハトよ天まで』（ハトよてんまで）は日本民話をモチーフにした手塚治虫の漫画作品。サンケイ新聞連載作品（1964年～1967年）。

## 概要
日本の民話を連想させる世界を舞台に、故郷を苦しめる妖怪を退治するためにそれぞれ旅立った兄弟の運命を描く。
通常の漫画のパートと、長文と挿絵の組み合わせからなる絵物語の体裁を取っている。手塚治虫はこの作品を描いた背景に松谷みよ子の童話作品「龍の子太郎」の影響があるとしている。

## ものがたり
昔々、久呂岳に豊かな水源を湛える龍ヶ淵に、竜田姫という大蛇の化身が住んでいた。
あるとき、血の池の主アビルと黒姫山の主である天狗・黒主との縄張り争いに巻き込まれ、竜田姫は龍ヶ淵を追われてしまう。途方にくれ人里に下りた竜田姫は、人買いに母親をさらわれた赤ん坊の兄弟を見つけた。不憫に思った竜田姫は2人の母親に化け、タカ丸・ハト丸と名づけて赤ん坊を育てるのだった。だが幸せな日々も束の間、2人の父親が黒主によって殺されてしまう。
月日は流れ、2人はすくすくと成長し、たくましく育って故郷と父を奪った仇を討って欲しいとの母の密かな計らいで、岩をも持ち上げる怪力を振るうまでになった。だが、竜田姫は自身の正体を息子に知られてしまい、やむなく2人のもとを去る。ハト丸とタカ丸は、黒主に戦いを挑むも負けを喫してしまう。
力の未熟さを悟ったタカ丸は、都へ上京し侍に出世して妖怪討伐を果たす道を胸に、そして、ハト丸は村に留まり悪者と戦いながら、豊かな暮らしの開拓に尽力していく道を胸に……。2人は同じ志を持ちながらも違った道を歩み、やがては思わぬ形で対立していく事になるのだった。

## 主な登場人物
ハト丸
主人公。母親（竜田姫の変化）が去った後、貧しい村を苦しめる妖怪を倒し、豊かさを開拓するために村に留まることを選ぶ。
タカ丸
ハト丸の双子の兄。妖怪を倒せるほどに強くなるため都に出て侍に出世しようと意気込むが、思惑とは裏腹のまま、弟と対立することになる。
小鹿
国の権力者に取り入り、横暴を働く怒海僧正を討ち取るため結成されたフクベ党の女首領。
農民の出身だがその出生には秘密があり、戦いの中でタカ丸と出会う。怒海僧正との闘いの後はタカ丸と別れており、タカ丸との再会を果たすために彼の故郷の村を訪ね、ハト丸と出会うことになる。
佐々木大次郎
放浪の武士。人を食ったようなニヒルな性格で、その表情からは考えていることはなかなか読めない。
侍を志すタカ丸を出世に利用しようと企む。小鹿に惚れているが、農民を見下しているため快く思われていない。
竜田姫
龍ヶ淵の主。アビルと黒主の縄張り争いに巻き込まれ、住処を追われてしまった。人里に降り、ハト丸・タカ丸を育てた。
黒主
黒姫山の主の天狗。アビルとは縄張りを争う仇敵同士。竜田姫に惚れている。
アビル
久風呂岳の火口深く、血の池の主。一度は龍ヶ淵を乗っ取るがハト丸に倒され、黒主に横取りされた。
ボタ松
黒主の手下の化け狸。ハト丸たちを妨害するよう命じられるが、後にハト丸側に味方する。
お萩
黒主の手下の狐。ボタ松の相棒。ハト丸を妨害しようとして竜田姫に懲らしめられ、改心して味方する。
怒海僧正
とある貴族の娘と竜神の間に生まれた男。その血ゆえ水を操る能力を持ち、切られても死なない不死身の体を持つ。
犬彦
子安貝の眠る海島の洞窟に住む大男。海の神によって故郷を滅ぼされ、たくさんの犬を従えて孤独に暮らしていた。
おかめ
ハト丸・タカ丸の実の母親。農作業中に人買いにさらわれてしまう。
又八
ハト丸兄弟の父親。戻ってきた妻の正体が竜田姫とは知らないまま、黒主の乱行に抵抗して死んでしまった。

## 単行本
- 手塚治虫作品集1『ハトよ天まで』（文民社）全1巻
- 手塚治虫漫画全集『ハトよ天まで』（講談社）全3巻
- ほるぷ版手塚治虫選集『ハトよ天まで』（ほるぷ出版）全2巻
- 手塚治虫作品集1『ハトよ天まで』（翠楊社）全1巻
- 中公コミックス愛蔵版『ハトよ天まで』（中央公論社）全1巻
- 中公文庫『ハトよ天まで』（中央公論社）全2巻
- 手塚治虫文庫全集『ハトよ天まで』（講談社）全2巻